# Óscar Freire

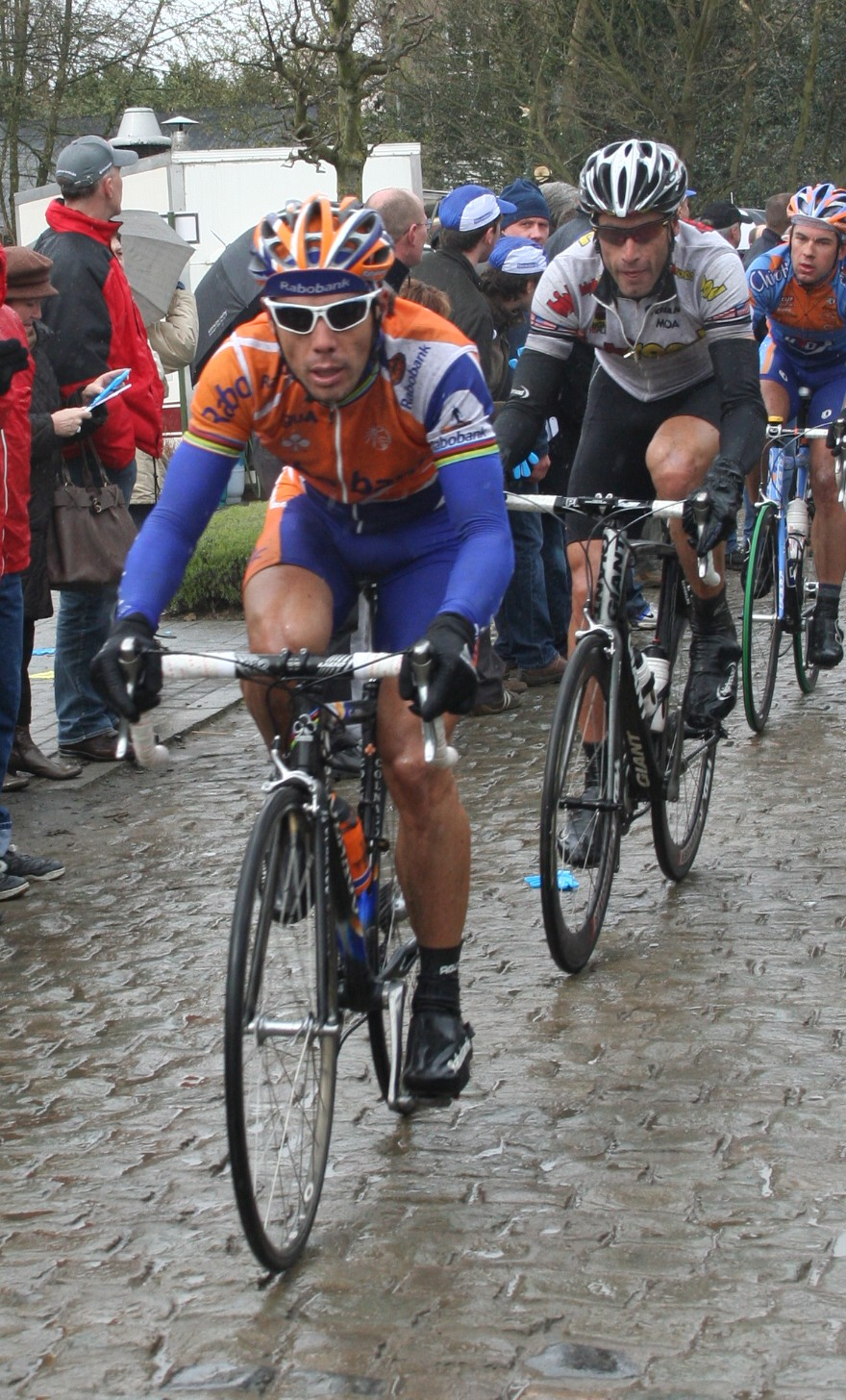
Oscar Freire en George Hincapie op de Kwaremont tijdens de Ronde van Vlaanderen 2008

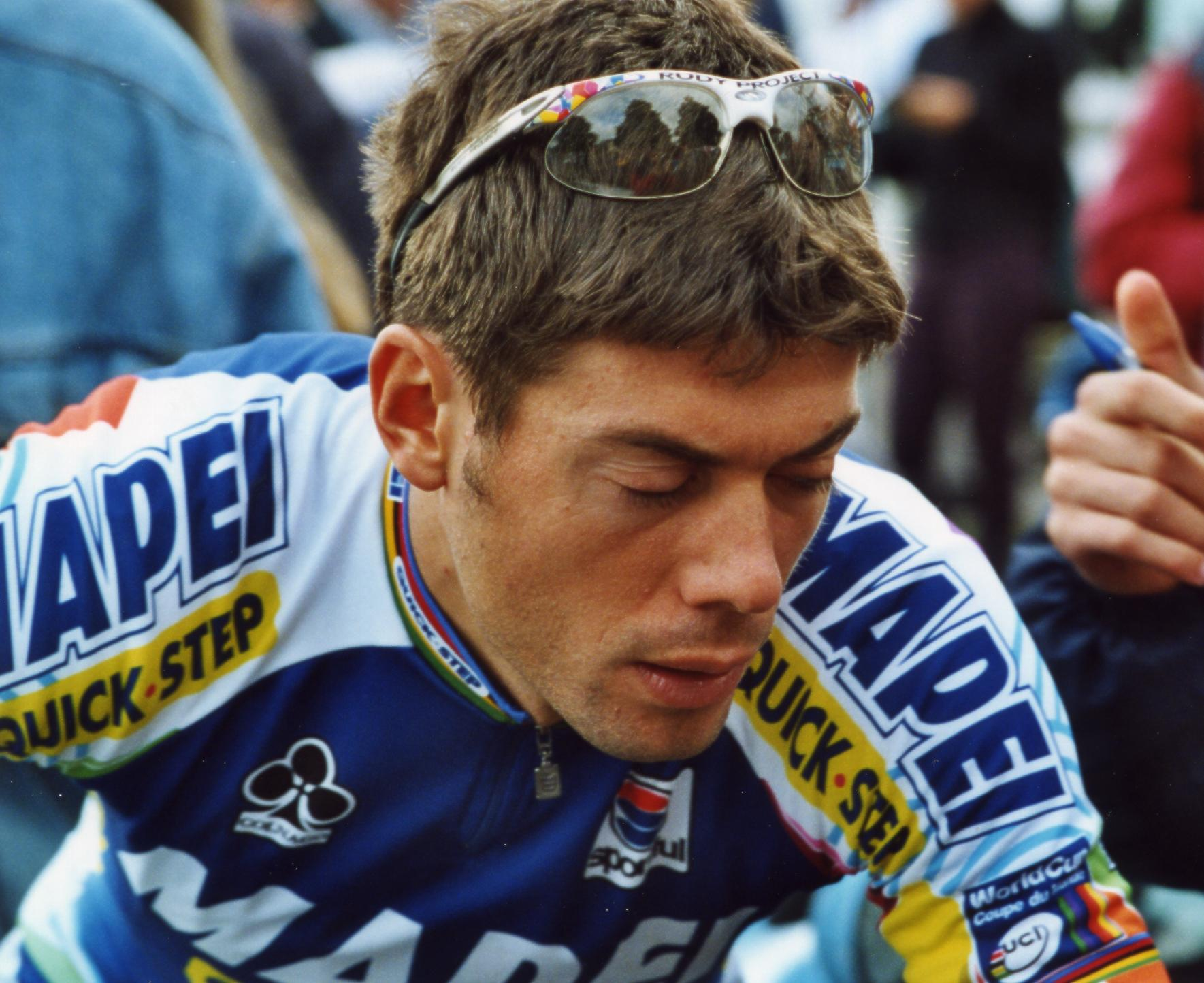
Freire tijdens Parijs-Tours 2001

Óscar Freire Gomez (Torrelavega, 15 februari 1976) is een voormalig wielrenner uit Spanje. Hij was als prof actief van 1998 tot 2012. Hij behoort tot het selecte gezelschap renners dat driemaal wereldkampioen wielrennen werd. Hij was in zijn generatie een van de weinige Spanjaarden die in de Noord-Europese klassiekers successen haalde.

## Carrière
Freire werd prof in 1998. Hij reed voor de teams Vitalicio Seguros 1998-1999, Mapei-Quick Step 2000-2002, van 2003 tot en met 2011 voor de Rabobank en in 2012 sloot hij bij Team Katjoesja zijn loopbaan af.
In 1999 werd hij als relatief onbekende renner wereldkampioen in Verona. Hij soleerde op het selectieve parcours naar de titel van 's werelds beste.
In 2000 kende hij eveneens een succesvol jaar. Hij behaalde toen tien overwinningen en eindigde als 11e op de UCI-ranglijst. Tevens werd hij dat jaar zesde in de strijd om de wereldbeker.
In 2001 werd Freire in Lissabon voor de tweede maal wereldkampioen. In de eindsprint was hij sneller dan Paolo Bettini.
Op 3 oktober 2004 werd Freire voor de derde maal in zes jaar wereldkampioen wielrennen, opnieuw in Verona. Met de wereldtitel trad Freire toe tot het rijtje recordhouders dat ook driemaal wereldkampioen werd: de Italiaan Alfredo Binda en de Belgen Rik Van Steenbergen en Eddy Merckx. Naast deze overwinningen werd hij ook derde in 2000.
Oscar Freire werd gezien als een van de meest getalenteerde renners van het peloton omdat hij zeer weinig training nodig had om in vorm te raken. Hij stond echter ook bekend om zijn blessuregevoeligheid. Zijn zwakke rug en zitvlak speelden hem dikwijls parten. Ondanks dat hij door blessures veel aan de kant heeft gestaan heeft hij toch een enorme erelijst bij elkaar gefietst, met naast de wereldtitel ook overwinningen in de wielerklassiekers Milaan-San Remo (3x), Parijs-Tours en Gent-Wevelgem.
Tevens won hij vier etappes en eenmaal het puntenklassement in de Ronde van Frankrijk en zeven etappes in de Ronde van Spanje.
In 2010 werd aan hem na zijn overwinning in Parijs-Tours de Gele wimpel uitgereikt. Hij verbeterde het record van Erik Zabel die dit 7 jaar eerder in dezelfde koers had gevestigd.
Op het wereldkampioenschap van 2012 in Valkenburg beëindigde Freire zijn wielercarrière. Voorafgaand aan het WK behoorde hij tot de kanshebbers voor de wereldtitel en kondigde vooraf aan dat hij bij winst nog een jaar door zou rijden om de regenboogtrui te tonen. Freire won niet, hij nam afscheid van het peloton met een tiende plaats.

## Belangrijkste overwinningen
1998
rit Ronde van Castilië en León
1999
 Wereldkampioen wegwedstrijd
2000
Trofeo Mallorca
2e en 4e etappe Ronde van Spanje
2 ritten Tirreno-Adriatico
2 ritten Ronde van Aragon
rit Ronde van Valencia
2001
 Wereldkampioen wegwedstrijd
4e etappe Ronde van Duitsland
5e etappe Ronde van Burgos
2002
Trofeo Manacor
Trofeo Sóller
rit Ronde van Luxemburg
2e etappe Ronde van Frankrijk
2003
Ronde van Lucca
1e en 2e etappe Ruta del Sol
7e etappe Tirreno-Adriatico
5e etappe Ronde van Catalonië
2004
Trofeo Alcúdia
 Wereldkampioen wegwedstrijd
Milaan-San Remo
Puntenklassement Ronde van Luxemburg
6e etappe Ronde van Spanje
3e etappe Tirreno-Adriatico
Amstel Curaçao Race
2005
Trofeo Alcúdia
Trofeo Mallorca
2e, 3e en 4e etappe en eindstand Tirreno-Adriatico
Brabantse Pijl
2006
3e etappe Tirreno-Adriatico
Brabantse Pijl
4e etappe Ronde van het Baskenland
7e etappe Ronde van Zwitserland
5e, 9e etappe Ronde van Frankrijk
Vattenfall Cyclassics
2007
Trofeo Mallorca
2e en 5e etappe en eindklassement Ronde van Andalusië
Milaan-San Remo
Brabantse Pijl
2e, 5e en 6e etappe Ronde van Spanje
2008
1e en 6e etappe Tirreno-Adriatico
Gent-Wevelgem
1e etappe Ronde van Zwitserland
14e etappe Ronde van Frankrijk
 Puntenklassement Ronde van Frankrijk
11e etappe Ronde van Spanje
2009
2e en 5e etappe Ronde van Romandië
2010
Trofeo Cala Millor
2e en 3e etappe Ruta del Sol
Milaan-San Remo
1e en 2e etappe Ronde van het Baskenland
Parijs-Tours
2011
3e en 4e etappe Ruta del Sol
Ploegentijdrit Tirreno-Adriatico (met Maarten Wynants, Lars Boom, Rick Flens, Robert Gesink, Sebastian Langeveld, Tom Leezer en Bram Tankink)
2012
4e etappe Tour Down Under
3e etappe Ruta del Sol

## Resultaten in voornaamste wedstrijden
| Jaar | Ronde van Italië | Ronde van Frankrijk | Ronde van Spanje |
| ---- | ---------------- | ------------------- | ---------------- |
| 1998 |                  |                     |                  |
| 1999 |                  |                     |                  |
| 2000 |                  |                     | opgave (2)       |
| 2001 |                  |                     | opgave           |
| 2002 |                  | opgave (1)          | opgave           |
| 2003 |                  | 96e                 |                  |
| 2004 |                  |                     | opgave (1)       |
| 2005 |                  |                     |                  |
| 2006 |                  | opgave (2)          |                  |
| 2007 |                  | opgave              | opgave (3)       |
| 2008 |                  | 70e (1)             | opgave (1)       |
| 2009 |                  | 99e                 | opgave           |
| 2010 |                  | 140e                | opgave           |
| 2011 |                  |                     | opgave           |
| 2012 |                  | opgave              |                  |

| Jaar | Milaan-San Remo | Gent-Wevelgem | Ronde van Vlaanderen | Amstel Gold Race | Luik-Bast.‑Luik | Ronde van Lombardije | Parijs-Tours | Brabantse Pijl | Cyclassics Hamburg |  | WK op de weg |  | Wereldranglijsten |
| ---- | --------------- | ------------- | -------------------- | ---------------- | --------------- | -------------------- | ------------ | -------------- | ------------------ |  | ------------ |  | ----------------- |
| 1998 |                 |               |                      | 45e              |                 |                      | 11e          |                |                    |  | 17e          |  |                   |
| 1999 |                 |               |                      |                  |                 |                      | 59e          |                |                    |  | ↑            |  |                   |
| 2000 | ↑               |               |                      | 9e               |                 | 13e                  | 44e          |                | 13e                |  | ↑            |  |                   |
| 2001 |                 |               |                      |                  |                 | 21e                  | ↑            |                |                    |  | ↑            |  |                   |
| 2002 | 5e              |               |                      | 5e               | 22e             | 26e                  | 11e          |                | 25e                |  | 156e         |  |                   |
| 2003 | 7e              | 38e           | 30e                  | 14e              | 35e             | 49e                  | 42e          | ↑              |                    |  | 9e           |  |                   |
| 2004 | ↑               |               | 23e                  | 14e              | 14e             |                      | ↑            |                | 4e                 |  | ↑            |  |                   |
| 2005 | 5e              |               |                      | 10e              | 96e             |                      |              | ↑              |                    |  |              |  | 20e (UPT)         |
| 2006 | 6e              |               |                      | 17e              | 14e             |                      |              | ↑              | ↑                  |  |              |  | 22e (UPT)         |
| 2007 | ↑               | ↑             | 49e                  | 8e               | 78e             |                      | ↑            | ↑              | ↑                  |  | 14e          |  | 5e (UPT)          |
| 2008 | 8e              | ↑             | 40e                  | 19e              | 11e             |                      | 18e          | 37e            |                    |  | 39e          |  | 23e (UPT)         |
| 2009 |                 |               |                      | 65e              | 14e             |                      | 5e           |                |                    |  | 15e          |  | 94e (UWK)         |
| 2010 | ↑               | 12e           |                      | 14e              |                 |                      | ↑            | 9e             |                    |  | 6e           |  | 40e (UWK)         |
| 2011 | 94e             |               |                      | 6e               | 15e             |                      | 20e          | 11e            |                    |  | 9e           |  | 95e (UWT)         |
| 2012 | 7e              | 4e            | 12e                  | 4e               | 24e             |                      |              | ↑              |                    |  | 10e          |  |                   |